# Kicin (Mazóvia)
Kicin [ˈkit͡ɕin] é uma aldeia do distrito administrativo da Comuna de Ojrzeń, no condado de Ciechanów, voivodia da Mazóvia, na região centro-leste da Polônia. Fica a aproximadamente 3 quilômetros (2 mi) a sudoeste de Ojrzeń, 16 quilômetros (10 mi) a sudoeste de Ciechanów, e 68 quilômetros (42 mi) a noroeste de Varsóvia. Foi estabelecido por colonos menonitas e luteranos alemães na propriedade do conde Kicinski por volta de 1842.